# HD108483
HD108483 — хімічно пекулярна зоря спектрального класу B3, що має видиму зоряну величину в смузі V приблизно  3,9.
Вона  розташована на відстані близько 443,1 світлових років від Сонця.

## Пекулярний хімічний склад
Зоряна атмосфера HD108483 має підвищений вміст 
He
.